# Rackeby kungsgård
Rackeby kungsgård var en medeltida kungsgård i Rackeby socken i Västergötland,  20 kilometer nordöst om Friel, på Kålland och ungefär 3 kilometer från Vänerstranden.
Gården ägdes på medeltiden av frälseätter vilka också lät under  1100-talet eller tidigt 1200-tal bygga Rackeby kyrka av huggen sandsten. Av denna ursprungliga kyrka återstår idag det rektangulära långhuset.
Sedan gården blivit kungsgård ingick gården i Kronans egendom, som under äldre medeltid kallades Uppsala öd, och ägdes i praktiken av de dåvarande regerande kungarna, varav Birger Magnusson år 1299 har skrivit ett brev daterat med gårdens namn.
Rackeby är omskrivet i Erikskrönikan när hertigarna Erik och Valdemar hos Torgils Knutsson på Aranäs år 1304 undertecknade ett dokument med ordalydelsen att de inte skulle sluta utrikesförbindelser eller dyka upp vid hovet om de inte blev kallade, och efter mötet övernattade de på Rackeby, med blandade känslor.  Bitterheten hos de båda hertigarna över detta tros ha gett upphov till Håtunaleken.
I ett brev daterat 1335 skänker ovan nämnde hertig Eriks son, kung Magnus Eriksson sin gård i Rackeby till Gudhems kloster på villkor att konventet och klostret flyttades dit, vilket utfördes, men redan 1350 hade klostret flyttats till Aranäs, men klostret behöll gården och marken. År 1399 utarrenderades den av klostret på tre år till väpnaren Michel Nilsson (bååt) och 1403 till riddaren Erik Erlandsson (Sparre av Rackeby):
| ”                | Abbedissan Katarina och konventet i Gudhems kloster utarrenderar i drottning Margaretas närvaro sin gård Rackeby i Kållands härad till riddaren Erik Erlandsson och hans hustru Ingegerd. | „ |
| – SDHK-nr: 16053 | |   |

1777 beskrevs gården som storgården i Rackeby socken:
| ”                  | ”Storeg:n skall, i K. Birger Månssons och Magni Ericssons tid, varit et märkvärdigt och stort Slott el:r Kongsg:d, som på den tiden hetat Rackeby, hvaraf dock nu ej märks minsta teckn, så vida Rudera (lämningarna) ej under nuvarande Caracters byggningen i den befintlige Kullen äro undangömde” | „ |
| – (Högman 1972:45) | |   |